# Municipio de Liberty (condado de Jackson, Ohio)
El municipio de Liberty (en inglés: Liberty Township) es un municipio ubicado en el condado de Jackson en el estado estadounidense de Ohio. En el año 2010 tenía una población de 1821 habitantes y una densidad poblacional de 17,23 personas por km².

## Geografía
El municipio de Liberty se encuentra ubicado en las coordenadas 39°4′40″N 82°44′4″O / 39.07778, -82.73444. Según la Oficina del Censo de los Estados Unidos, el municipio tiene una superficie total de 105.66 km², de la cual 105,28 km² corresponden a tierra firme y (0,37 %) 0,39 km² es agua.

## Demografía
Según el censo de 2010, había 1821 personas residiendo en el municipio de Liberty. La densidad de población era de 17,23 hab./km². De los 1821 habitantes, el municipio de Liberty estaba compuesto por el 96,38 % blancos, el 0,99 % eran afroamericanos, el 0,6 % eran amerindios, el 0,16 % eran asiáticos, el 0,22 % eran de otras razas y el 1,65 % eran de una mezcla de razas. Del total de la población el 0,82 % eran hispanos o latinos de cualquier raza.